# Utržený ze řetězu
Utržený ze řetězu (v anglickém originále Danny the Dog) je americko-britsko-francouzský filmový thriller z roku 2005. Režisérem filmu je Louis Leterrier. Hlavní role ve filmu ztvárnili Jet Li, Morgan Freeman, Bob Hoskins, Kerry Condonová a Vincent Regan.

## Obsazení
| Jet Li          | Danny    |
| Morgan Freeman  | Sam      |
| Bob Hoskins     | Bart     |
| Kerry Condonová | Victoria |
| Vincent Regan   | Raffles  |
| Dylan Brown     | Lefty    |
| Tamer Hassan    | Georgie  |
| Michael Jenn    | Wyeth    |
| Scott Adkins    | bojovník |